# Conseil d'État pour la paix et le développement
Cette page contient des caractères spéciaux ou non latins. S’ils s’affichent mal (▯, ?, etc.), consultez la page d’aide Unicode.
Le Conseil d’État pour la paix et le développement, avant 1997 Conseil d’État pour la restauration de la loi et de l’ordre, est le nom adopté par la dictature militaire birmane pour désigner l’organe dirigeant de la Birmanie après le coup d’État du 18 septembre 1988 (démission du général Ne Win, suspension de la Constitution de 1974 et répression des manifestations pro-démocratiques). Le président du Conseil d’État pour la paix et le développement a été le chef de l’État birman jusqu’au 4 février 2011, date de l’élection par le Parlement d’un nouveau président de la République en la personne du Premier ministre Thein Sein[réf. incomplète].
Présidents ou Secrétaires généraux :
- Général Saw Maung (18 septembre 1988 – 23 avril 1992)
- Général Than Shwe (23 avril 1992 - 4 février 2011)
- Général Thein Sein (4 février 2011 - 30 mars 2011)

En 2011, il comptait 14 membres, tous militaires de haut rang.
Le Conseil d’État pour la paix et le développement a été officiellement dissous le 30 mars 2011, jour de l’investiture de Thein Sein comme président de la République. Des observateurs occidentaux ont dénoncé à cette occasion une « mascarade » destinée à légitimer le pouvoir des militaires birmans en leur donnant l’apparence d’un transfert d’autorité à un pouvoir civil.
En février 2021, la junte revient au pouvoir à la suite d'un coup d'État sous le nom de Conseil administratif d'État.